# Nas (rapero)
Nasir bin Olu Dara Jones (Crown Heights, Brooklyn, Nueva York; 14 de septiembre de 1973), más conocido como Nas, es un rapero estadounidense, que saltó a la fama en 1994 tras la grabación de su LP debut Illmatic. En los años siguientes, siguió una dirección más comercial,obtuvo mayor éxito comercial, aunque su credibilidad artística entre críticos y puristas del hip hop disminuyó. Sin embargo, con su álbum Stillmatic de 2001, consiguió recuperar.
Ha lanzado 8 álbumes consecutivos que han llegado a ser platino y multiplatino por sus ventas de más de 30 millones alrededor del mundo. MTV lo ubicó en el puesto número 5 en su lista de «Los mejores MCs de todos los tiempos». En 2012, The Source lo clasificó como el número 2 en su lista de los «50 mejores letristas de todos los tiempos». En 2013, Nas ocupó el 4º lugar en la lista de «Hottest MCs in the Game» de MTV. About.com lo clasificó primero en su lista de los «50 mejores MC de todos los tiempos» en 2014, y un año después, apareció en la lista de «Los 10 mejores raperos de todos los tiempos» de Billboard.

## Biografía
Nació en Brooklyn, Nueva York, siendo el hijo mayor del matrimonio entre Olu Dara (trompetista de jazz) y Fannie Ann Jones. Su hermano Jabari nació en el Congo, y es conocido como «Jungle». La familia vivió durante un tiempo en Brooklyn antes de mudarse a Queensbridge, el complejo de viviendas más grande de los Estados Unidos. En 1986, cuando tenía 13 años, su padre abandonó el hogar y Ann tuvo que cuidar sola de sus dos hijos. Dejó los estudios inacabados en octavo grado y comenzó a vender drogas en las calles de Nueva York. Se educó, leyendo sobre las culturas y la civilización africana, la Biblia y la Nación del Cinco Por Ciento. También estudió los orígenes de la historia del hip hop, grabando cintas que se emitían en su emisora de radio local. Cuando era niño, quería ser instrumentalista (con 3 años ya tocaba la trompeta de su padre), y también un artista de cómics. Tras la separación de sus padres, el joven comenzó a escribir pequeñas historias sobre cómo él se sumergió más profundamente en la cultura del hip hop. 
Alrededor de los 10 o 12 años, se decidió más seriamente a perseguir una carrera como rapero, y ya en la adolescencia reclutó a su mejor amigo y a su vecino Willie «Ill Will» Graham como DJ. En un principio se hacía llamar Kid Wave antes de que adoptara su alias más conocido, Nasty Nas. Graham y él pronto conocieron al productor de hip hop residente en Queensbridge Large Professor, quien lo introdujo en su grupo Main Source. En 1991, hizo su debut con un verso en "Live at the Barbeque", del álbum Breaking Atoms de Main Source. A pesar de haberse hecho ya un nombre en la escena underground, las principales compañías discográficas le rechazaron y no pudo firmar un contrato de grabación. Graham y él continuaron trabajando juntos, aunque su asociación duró poco ya que este último fue asesinado de un disparo el 23 de mayo de 1992 en Queensbridge.

### 1992–1995: Grabación y lanzamiento deIllmatic
A mediados de 1992, MC Serch de 3rd Bass se convirtió en su mánager y aseguró al joven rapero un contrato con Columbia Records para ese mismo año. Debutó con el sencillo "Halftime" que se incluía en la banda sonora de la película Zebrahead. El sencillo ayudó a Nas a darse a conocer, apareciendo también en el álbum en solitario de MC Serch en el tema "Back To The Grill". El público ya esperaba con impaciencia el álbum debut de Nas. Aclamado como el segundo Rakim, sus habilidades a la hora de rimar atrajeron una cantidad significativa de atención dentro de la comunidad del hip hop. Sin embargo, muchos se preocuparon en que Columbia, al ser una compañía discográfica de mucho peso, trataría de diluir su estilo neoyorquino.
En 1994, el álbum debut de Nas, Illmatic, fue publicado. Fue producido por Large Professor, Pete Rock, Q-Tip (de A Tribe Called Quest) y DJ Premier, y contaba con las apariciones de su amigo AZ y de su padre Olu Dara en la canción "Life's a Bitch". Illmatic fue inmediatamente aclamado como una obra maestra por los críticos, y todavía es considerado como uno de los clásicos del hip hop. Las canciones más destacadas del disco fueron "NY State of Mind" (producida por Premier), "The World Is Yours" (producida por Pete Rock), "One Love" (producida por Q-Tip) y "It Ain't Hard To Tell" (producida por Large Professor y sampleado del "Human Nature" de Michael Jackson). 
Tras Illmatic, Nas apareció en el álbum Doe Or Die de AZ y en The Infamous de Mobb Deep. También colaboró notablemente en un verso del tema "Verbal Intercourse" de Raekwon, incluido en su exitoso álbum Only Built 4 Cuban Linx, convirtiéndose así en el único rapero no miembro de Wu-Tang Clan (junto con Redman) en aparecer en uno de los álbumes en solitario de algún miembro del grupo.

### 1996–1998: DeIt Was WrittenaThe Firm, y su colaboración en el álbum "Boricua Guerrero"
Columbia comenzó a presionar a Nas para que trabajara en temas más comerciales tal y como hacía el rapero Notorious B.I.G., quien tenía éxito por grabar singles callejeros con aroma a pop. Nas cambió a su mánager MC Serch por Steve Stoute, y comenzó a preparar su segundo LP, It Was Written. El álbum, principalmente producido por Poke y Tone de Trackmasters Entertainment, salió a la venta en el verano de 1996. Dos singles, "If I Ruled The World (Imagine That)" (con Lauryn Hill de The Fugees) y "Street Dreams" (y un remix del tema junto con R. Kelly), se convirtieron rápidamente en un éxito. Los videos de dichas canciones fueron dirigidos por Hype Williams, por lo que Nas se hizo un nombre muy popular en el hip hop mainstream. Otras canciones destacadas del álbum fueron "The Message" y "I Gave You Power", en las que cuenta una historia desde la perspectiva de un arma. It Was Written también destacó el debut de The Firm, un supergrupo formado por Nas, AZ, Foxy Brown y Cormega. El álbum hablaba más de la mafia y en el personaje en el que se introdujo, "Nas Escobar", basado en Pablo Escobar. En cambio, Illmatic tenía varias referencias a Tony Montana y Al Pacino, y se refería más a su propia vida como adolescente, en sus proyectos, vendiendo droga y fumando marihuana. 
The Firm firmó por Aftermath Entertainment, sello de Dr. Dre, y comenzó a trabajar en su álbum debut. A mitad del proyecto Cormega fue despedido por Steve Stoute, quien sin éxito había intentado forzar a Cormega a firmar un contrato con su compañía. Desde entonces, Cormega se convirtió en uno de los mayores enemigos de Nas, grabando un gran número de sencillos de hip hop underground metiéndose con Nas, Stoute y Nature, el reemplazante de Cormega en The Firm. Nas, Foxy Brown, AZ, and Nature Present The Firm: The Album fue finalmente liberado en 1997, aunque las pocas ventas forzaron a los miembros del grupo a seguir sus carreras en solitario.
En 1997 forma parte de un álbum colaborativo buscando unir el rap de New York y el estilo underground de Puerto Rico, en el álbum llamado Boricua Guerrero: First Combat. Nas interpreta "The Prophecy" con Daddy Yankee, apodado en esa época como "Winchester Yankee" por la velocidad en el rap, quien es la figura más emblemática del género urbano latino considerado como El Máximo Líder. 
Nas se convirtió en el portavoz de la línea de ropa urbana llamada Willie Esco, aunque no tendría ninguna conexión con la misma. Dejó de promover Willie Esco en 2000, descontento con las operaciones de la empresa. Durante el mismo periodo, Nas co-escribió el guion de la película Belly, de Hype Williams, además de aparecer en ella junto con DMX, Taral Hicks y T-Boz de TLC.

### 1998–2000:I Am...aNastradamus
En 1998, Nas comenzó a trabajar en un álbum que titularía I Am...The Autobiography, siendo completado a principios de 1999. El sencillo principal fue "Nas Is Like", producido por DJ Premier y con samples vocales del "It Ain't Hard to Tell". 
El segundo sencillo del disco fue "Hate Me Now" con Sean "Puffy" Combs (ahora "Diddy"), al que los críticos le tacharon de comercial. Hype Williams dirigió el video, en el que Nas y Puffy son crucificados de manera similar a la de Jesucristo. Después de que el vídeo fuera grabado por completo, Puffy, católico, pidió que su escena en la crucifixión fuera suprimida del video. Sin embargo, la copia inédita del vídeo del sencillo fue editada a su manera por la MTV, siendo emitido el 15 de abril de 1999 en TRL. Según se dice, Sean Combs, furioso, y sus guardaespaldas, fueron a la oficina de Steve Stoute y le agredieron rompiéndole una botella de champán en la cabeza. 
Columbia había planeado lanzar el material pirateado de I Am... para finales de 1999, pero en el último minuto decidieron que Nas debería grabar un álbum completamente nuevo para la liberación del material. Nastradamus, apresudaramente, salió a la venta en noviembre. Aunque las críticas del álbum no fueran menores, el sencillo "You Owe Me", producido por Timbaland y en colaboración del cantante de R&B Ginuwine, fue un éxito menor. La única canción pirateada de I Am... que aparece en Nastradamus fue "Project Windows", junto con Ronald Isley. Más tarde se lanzó The Lost Tapes, una colección de canciones underground de Nas que Columbia puso a la venta en septiembre de 2002. Esta colección tuvo unas ventas decentes y buenas críticas.

### 2000–2001: La rivalidad de Nas vs. Jay-Z yStillmatic
La rivalidad entre Nas y Jay-Z comenzó tras unas disputas de Nas con Memphis Bleek (protegido de Jay). En el álbum debut de Bleek, Coming of Age, se encontraba una canción titulada "Memphis Bleek Is", similar al sencillo "Nas Is Like" del propio Nas. En otra canción del mismo álbum, "What You Think Of That" con Jay-Z, también se refiere a Nas. En venganza, "Nastradamus", canción del segundo álbum de 1999 de Nas, destaca una referencia a "What You Think Of That". Memphis Bleek contraatacó en su nuevo álbum The Understanding LP, en el tema "My Mind Right".
QB's Finest fue una compilación en la que aparecían Nas y un gran número de raperos de Queensbridge como Mobb Deep, Nature, Littles, The Bravehearts (grupo en el que se encontraba Jungle, el hermano pequeño de Nas) y Cormega, que recientemente se había reconciliado con Nas. En el disco también aparecían leyendas del hip hop de Queensbridge como Roxanne Shante, MC Shan y Marley Marl. Shan y Marley aparecieron en el sencillo principal "Da Bridge 2001", basado en el tema "The Bridge" de Shan y Marley de 1986. En "Da Bridge 2001" también se incluía una respuesta de Nas a Memphis Bleek, nombrando a la mayor parte del roster de Roc-a-Fella Records, en los que se incluían al propio Bleek, Damon Dash, Beanie Sigel y Jay-Z. 
Jay-Z respondió a las canciones de Nas durante un concierto en New York de 2001, presentando su canción "Takeover". En un principio, la canción debía ser solo un 'diss' a Mobb Deep, nombrando a Nas solamente cerca del final del tema. Sin embargo, Nas grabó "Stillmatic Freestyle", un tema que usaba el sample del "Paid in Full" de Eric B. & Rakim, en el que atacaba a Jay-Z y al sello Roc-a-Fella. En el álbum The Blueprint de Jay-Z de 2001, volvió a escribir "Takeover", dedicando la mitad de la canción a Nas, diciéndole que "tiene un promedio de un buen álbum por cada diez años" (refiriéndose a Illmatic), que su flow era flojo y débil, y que había fabricado su pasado de vendedor de drogas. 
Nas respondió con "Ether", tema que comienza con el sonido de unos disparos y unas voces repetidas clamando "Fuck Jay-Z" (tomado del "Fuck Friends" de 2Pac). En "Ether", Nas acusa a Jay de robar letras de The Notorious B.I.G.. El tema fue incluido en el quinto álbum de Nas, Stillmatic, lanzado en diciembre de 2001. Stillmatic fue un álbum de reaparición críticamente aclamado, además de tener mucho éxito comercial, aunque no al nivel de It Was Written y I Am...; el álbum debutó el número 7 en las listas de Billboard e incluyó los sencillos "Got Ur Self A..." y "One Mic". En términos comerciales, The Blueprint de Jay-Z fue doble-platino mientras que Stillmatic fue platino. 
Jay-Z respondió a "Ether" con un freestyle titulado "Supa Ugly", en el que entraba en detalles de como había mantenido una relación sexual con Carmen Bryan, madre de Destiny, la hija de Nas. En la emisora de radio de New York "Hot 97", se realizó una votación comparando los 'disses' "Ether" y "Supa Ugly", en la que ganó el ether con casi el %60. En 2005, ambos raperos finalizaron sus disputas haciendo las paces. Durante el concierto I Declare War - Power House de Jay, este anunció al público: "Es más grande que 'I Declare War' (yo declaró la guerra). Vamos, Esco". Nas entonces se unió al concierto y ambos cantaron juntos el "Dead Presidents", tema que Jay-Z sampleó del "The World is Yours" de Nas.

### 2002–2005: DeGod's SonaStreet's Discipley más allá
En diciembre de 2002, Nas lanzó God's Son y el primer sencillo "Made You Look". El álbum debutó en el número 18 de las listas de Billboard, a pesar de que ya se había expandido por Internet. Time Magazine nombró a este álbum el mejor de hip hop del año. Time Magazine le dio cuatro estrellas, al igual que The Source. El segundo sencillo, el inspirador "I Can", que contenía elementos adaptados del "Fur Elise" de Beethoven, se convirtió en el mayor éxito de Nas hasta el momento. God's Son también incluía varias canciones dedicadas a la memoria de su madre, fallecida de cáncer en 2002. En 2003, Nas apareció en el tema "Play Me" de Korn, del LP Take a Look in the Mirror.
Nas lanzó su séptimo álbum de estudio el 30 de noviembre de 2004, el criticalmente aclamado doble-disco Street's Disciple. Los primeros singles fueron "Thief's Theme" y "Bridging the Gap", en el que aparece su padre Olu Dara en los vocales. Aunque el álbum fue platino, su éxito comercial relativamente bajo fue comparado con anteriores trabajos del rapero. 
Nas apareció en "We Major", tema del álbum Late Registration de Kanye West. West dijo que esta canción era la favorita de Jay-Z del álbum, pero fue incapaz de conseguir que Jay grabara un vocal para la mezcla final de la canción. También colaboró en el tema "Road to Zion" de Damien Marley (hijo del mítico Bob). Además, Nas contrajo matrimonio con la internacionalmente conocida cantante de R&B Kelis el 8 de enero de 2005 en Atlanta, Georgia, tras dos años de relación.
En un concierto gratis en Central Park, New York, Nas hizo una declaración sobre la calidad de la música de 50 Cent: "esto es verdadera mierda (refiriéndose con "mierda" a su música), no la mierda de 50 Cent". 50 respondió a Nas en el sencillo "Piggy Bank", metiéndose con su esposa Kelis, diciendo que era promiscua y que era una "imbécil para el amor". Nas dijo que no siente ninguna obligación de responderle, ya que "debería grabar cinco o seis álbumes buenos para que le responda". Pero en junio de 2005 editó una canción llamada "Don't Body Ya Self (MC Burial)", en la que se burlaba de 50 Cent y G-Unit, diciendo que "50 es un imbécil para la muerte si yo lo soy para el amor". Sin embargo, a pesar de todo esto, Nas declaró "tener mucho amor hacia 50", ya que grabaron juntos durante un tiempo en Columbia Records.

### 2006: DeHip-Hop Is Deady controversia
En enero de 2006, Nas firmó un contrato con el sello Def Jam, haciendo las paces con su rival Jay-Z. El título original de su nuevo álbum iba a ser Hip Hop Is Dead...The N, acortándose finalmente a Hip Hop Is Dead, aunque en el Reino Unido se incluyó un "bonus track" llamado "The N". Las producciones del disco corrían a cargo de will.i.am, Kanye West, Dr. Dre, Scott Storch, y sorprendentemente, el jugador de la NBA Chris Webber, además de L.E.S. y Salaam Remi, usuales colaboradores de Nas. Un sencillo callejero llamado "Where Y'all At" salió a la luz en junio de 2006. Fue producido por Salaam Remi y contenía un sample del tema "Made You Look" de Nas, aunque finalmente la canción no entró en el nuevo disco del rapero.
El primer sencillo del álbum fue "Hip-Hop Is Dead", con el sample del sencillo de 2004 "Thief's Theme" de Nas. El álbum debutó en la primera posición del Billboard 200, vendiendo 355.000 copias en la primera semana, convirtiéndose en el tercer álbum número 1 de Nas. El 5 de febrero de 2007 salió el video del tema "Can't Forget About You", mientras que al año siguiente fue editado el videoclip de "Hustlers", canción en la que colabora The Game. En una entrevista a MTV, Nas anunció que el video de "Black Republican" con Jay-Z también sería editado. 
El título del álbum creó cierta controversia, particularmente en los raperos del sur, por lo que se comenzó a debatir sobre el actual estado de la vitalidad del rap. Con este álbum, Nas se convirtió en el líder del no-oficial movimiento "Hip Hop Is Dead" ("El Hip-Hop Está Muerto"). Muchos raperos como Big Boi de Outkast, Lil Boosie, Young Jeezy, Dem Franchize Boyz y D4L, se sintieron ofendidos y aludidos con el título del disco. Ghostface Killah, en su álbum Fishscale, puede parecer estar de acuerdo con Nas, ya que citó a la música snap y crunk como las principales razones de la "muerte del hip-hop". 
Nas trabajó en una canción titulada "Shine On 'Em" para la película Diamante de sangre, protagonizada por Leonardo DiCaprio y Djimon Hounsou, en diciembre de 2006. Además, su sencillo "Thief's Theme" apareció en algunas escenas del filme The Departed, dirigida por Martin Scorsese y galardonada con un Oscar a la mejor película.

### 2010: Disco compartido con Damian Marley
El 18 de mayo de 2010 salió a la venta su álbum conjunto con el singjay Damian Marley, llamado Distant Relatives.

### 2012: Life is Good
Tras un año dedicado al descanso, Nas comienza a grabar su nuevo disco que verá la luz a mitades de 2012, llamado Life is Good. En verano de 2011 salió el primer sencillo del disco, "Nasty", que ha sido muy aclamado por la comunidad del Hip Hop y por sus fanes.
Nas ha llamado al álbum como un momento mágico y ha mencionado a Swizz Beatz, DJ Premier, The Alchemist, Dr Dre, Kanye West y RZA como productores para el futuro LP.
Nas también está planeando colaborar con su viejo amigo AZ. Los dos han estado mensajeándose con ideas aquí y alla en el estudio. El propio AZ ha confirmado recientemente que él y Nas han estado trabajando juntos.
Se rumorea que los colaboradores de Illmatic Pete Rock y Large Professor han estado con Nas en el estudio o enviando beats a Nas para el álbum. Pete Rock ha confirmado que está trabajando con Nas via Twitter y con videconferencias.
Nas ha confirmado a Rolling Stone que ha grabado con Salaam Remi, Jay Electrónica y AZ, y espera grabar con Scarface para el nuevo álbum.
RZA ha dicho que le ha dado a Nas 10 bases instrumentales para usar en su álbum. Sin embargo, continua incierta la cantidad de canciones que tendrá el álbum.
El 15 de marzo saca un nuevo sencillo de su próximo disco, The Don. La canción había sido producida por Salaam Remi para el rapero Heavy D, desgraciadamente murió, por lo que el productor le dio la base a Nas.

## Vida personal
Nas es portavoz y mentor de P'Tones Records, un programa extraescolar sin ánimo centrado en la música cuya misión es "crear oportunidades constructivas para la juventud urbana a través de programas económicos."
Es primo de la actriz Yara Shahidi.
El 15 de junio de 1994, su exprometida Carmen Bryan dio a luz a su hija, Destiny. Luego ella le confesó a Nas que había tenido una relación con el rapero y entonces némesis Jay-Z, acusando también a Jay-Z de poner mensajes subliminales en sus letras sobre su relación, causando más problemas entre los dos raperos.
Nas también salió brevemente con Mary J. Blige.
Nas conoció a la cantante Kelis en la fiesta posterior a los MTV Video Music Awards en 2002; comenzaron una relación y se comprometieron en 2004. Se casaron en enero de 2005. En abril de 2009 ella pidió el divorcio, citando diferencias irreconciables. Estaba embarazada de siete meses entonces. En julio de 2009, Kelis dio a luz a un niño llamado Knight. Los trámites del divorcio finalizaron en mayo de 2010. En 2018, Kelis acusó a Nas de haber sido físico y mentalmente abusivo durante su matrimonio, citando el inminente nacimiento de su hijo, el alcoholismo del rapero y sus relaciones extramaritales como factor clave para pedirle el divorcio. Nas respondió a las acusaciones en redes sociales, acusando a Kelis de intentar calumniarle. Desde entonces están envueltos en una batalla por la custodia de su hijo en común.
En enero de 2012 Nas estuvo envuelto en una disputa con un productor de Angola, habiendo aceptado 300.000 dólares por un concierto en Luanda, la capital de Angola para el Día de Año Nuevo y luego nunca apareció. Por consecuencia, el promotor estadounidense Patrick Allocco y su hijo, que habían arreglado el acuerdo, fueron detenidos a punta de pistola y llevados a una cárcel angolana. Solo después de que interviniera la Embajada de Estados Unidos, padre e hijo fueron puestos en custodia en su hotel. Nas devolvió el dinero y después de 49 día sin poder dejar el país, Allocco y su hijo fueron liberados.
El 15 de marzo de 2012, Nas se convirtió en el primer rapero en tener una cuenta verificada en Rap Genius donde habla de sus letras y de otros raperos que admira.
En septiembre de 2009 tuvo problemas con la ley por impago de tasas. Nas debía 2.5 millones de dólares desde 2006. A principios de 2011 esa cifra había aumentado hasta 6.4 millones de dólares. A principios de 2012, los órganos pertinentes estadounidenses habían firmado documentos en Georgia para quedarse con una porción de las ganancias de Nas de material publicado por BMI y ASCAP, hasta que pagara sus deudas.
En mayo de 2013, se anunció que Nas abriría una tienda de zapatillas deportivas en Las Vegas llamado 12am RUN (pronunciado Midnight Run) como parte del desarrollo textil de The LINQ.
En julio de 2013, fue condecorado por la Universidad de Harvard, ya que su institución estableció la Nasir Jones Hip-Hop Fellowship, que contribuye con fondos para estudiosos y artistas con potencial y creatividad en las artes enfocado en el hip hop.
En un episodio de octubre de 2014 del programa de PBS, Finding Your Roots, Nas obtuvo información sobre cinco generaciones de antepasados suyos. Su tátara-tátara-tátaraabuela, Pocahontas Little, fue una esclava que había sido vendida por 830 dólares. Cuando el presentador Henry Louis Gates le enseñó a Nas su certificado de venta y le habló del hombre que la compró, Nas declaró que le gustaría comprar la propiedad en la que vivió. A Nas se le mostraron certificados de nacimiento de otros antepasados suyos.
Nas es fan de su equipo de béisbol local, los New York Mets y del equipo de fútbol inglés, Everton FC.

## Técnica y estilo musical
Nas ha sido célebre durante mucho tiempo por su creatividad y su destreza para contar historias, dándole mucho reconocimiento tanto en la comunidad del hip hop como por los críticos. En sus inicios, desde que debutara en el Breaking Atoms de Main Source y en Illmatic, quizás era más conocido por sus canciones en las que tocaba temas callejeros, con líricas complejas y frases ingeniosas. A medida que progresaba y maduraba, comenzó a diversificarse en temas diferentes y desarrolló una voz más sonora y una técnica de rapeo más lenta.
Tras la liberación de Illmatic, Nas se aficionó a contar historias y a la creatividad en sus temas. Por ejemplo, "Undying Love" (del álbum I Am...) es un relato de la traición de su esposa contado en primera persona, "Rewind" (de Stillmatic) narra una historia contada al revés, mientras que en "I Gave You Power" (de It Was Written), Nas asume el papel de un arma que relata cuentos brutales de asesinato y violencia. Durante los años, el estilo de Nas ha cambiado considerablemente. En contraste con sus trabajos anteriores, el material más reciente del rapero es de carácter más social y político. Canciones como "I Can" (de God's Son) transmiten mensajes morales de apoderamiento a los jóvenes negros, mientras que en "These Are Our Heroes (Coon Picnic)" acusa a varias celebridades afroestadounidenses de ser un Uncle Tom. Además, polémicas canciones como "My Country" y "A Message to the Feds (Fuck The Police II)" (de Stillmatic y Street's Disciple, respectivamente) cuestionan la conducta del gobierno estadounidense.

## Discografía

### Álbumes de estudio
| Año  | Álbum                               | Certificado (RIAA) | Posiciones en lista | Posiciones en lista |
| Año  | Álbum                               | Certificado (RIAA) | EE. UU.             | RU                  |
| ---- | ----------------------------------- | ------------------ | ------------------- | ------------------- |
| 1994 | Illmatic                            | Platino            | #12                 | -                   |
| 1996 | It Was Written                      | 2x Platino         | #1                  | #38                 |
| 1999 | I Am...                             | 2x Platino         | #1                  | #31                 |
| 1999 | Nastradamus                         | Platino            | #7                  | -                   |
| 2001 | Stillmatic                          | Platino            | #5                  | -                   |
| 2002 | God's Son                           | Platino            | #12                 | #75                 |
| 2004 | Street's Disciple                   | Platino            | #5                  | -                   |
| 2006 | Hip Hop Is Dead                     | 4x Platino         | #1                  | #1                  |
| 2008 | Álbum sin título de Nas             | -                  | #1                  | #23                 |
| 2009 | Distant Relatives Con Damian Marley | -                  | -                   | -                   |
| 2012 | Life is Good                        | -                  | #1                  | #8                  |
| 2018 | Nasir                               | -                  | -                   | -                   |
| 2020 | King's Disease                      | -                  | #5                  | -                   |
| 2021 | King's Disease II                   | -                  | '                   | -                   |
| 2022 | King's Disease III                  |                    |                     |                     |
| 2023 | Magic 2                             |                    |                     |                     |

### Álbumes colaborativos
| Año  | Álbum               | Certificado (RIAA) | Posiciones en lista | Posiciones en lista |
| Año  | Álbum               | Certificado (RIAA) | EE. UU.             | RU                  |
| ---- | ------------------- | ------------------ | ------------------- | ------------------- |
| 1997 | The Firm: The Album | Platino            | #1                  | -                   |
| 2000 | QB's Finest         | Oro                | #53                 | -                   |

### Compilaciones
| Año   | Álbum                                                                | Posiciones en lista |
| ----- | -------------------------------------------------------------------- | ------------------- |
| 2002: | The Best of Nas LP de grandes éxitos editado fuera de Estados Unidos |                     |
| 2002: | The Lost Tapes LP de material inédito y underground                  | #10                 |
| 2002: | From Illmatic to Stillmatic...The Remixes LP de remixes              |                     |
| 2006: | The Lost Tapes 2 (próximamente) LP de material inédito y underground |                     |

## Colaboraciones
• AZ (rapero) Life's A Bitch (Illmatic, 1994)
• Olu Dara Life's A Bitch (Illmatic, 1994)
• Q-Tip One Love (Illmatic, 1994)
• Mobb Deep Eye For Eye (Your Beef Is Mine) (The Infamous, 1995)
• Raekwon Eye For Eye (Your Beef Is Mine) (The Infamous, 1995)
• Foxy Brown Watch Them Niggas (It Was Written, 1996)
• Dr. Dre Nas Is Coming (It Was Written, 1996)
• AZ (rapero) Affirmative Action (It Was Written, 1996)
• Cormega Affirmative Action (It Was Written, 1996)
• Foxy Brown Affirmative Action (It Was Written, 1996)
• Jo Jo Hailey Black Girl Lost (It Was Written, 1996)
• Mobb Deep Give It Up Fast (Hell On Earth, 1996)
• Big Noyd Give It Up Fast (Hell On Earth, 1996)
• Mobb Deep Live Nigga Rap (It Was Written, 1996)
• Ms. Lauryn Hill If I Rule The World (Imagine That) (It Was Written, 1996)
• AZ (rapero) How Ya Livin' (Pieces Of A Man, 1998)
• Diddy Hate Me Now (I Am..., 1999)
• Scarface (rapero) Favor For A Favor (I Am..., 1999)
• Aaliyah You Won't See Me Tonight (I Am..., 1999)
• DMX Life Is What You Make It (I Am..., 1999)
• Ronald Isley Project Windows (Nastradamus, 1999)
• Millennium Thug Last Words (Nastradamus, 1999)
• Nashawn Last Words (Nastradamus, 1999)
• Mobb Deep Family (Nastradamus, 1999)
• Bravehearts Quiet Niggas (Nastradamus, 1999)
• Ginuwine You Owe Me (Nastradamus, 1999)
• Mobb Deep It's Mine (Murda Muzik, 1999)
• Wu-Tang Clan Let My Niggas Live (The W, 2000)
• AZ (rapero) The Flyest (Stillmatic, 2001)
• Amerie Rule (Stillmatic, 2001)
• Millennium Thug My Country (Stillmatic, 2001)
• Keon Bryce What Goes Around (Stillmatic, 2001)
• Blitz The Ambassador Every Ghetto (Stillmatic, 2001)
• Bravehearts Zone Out (God's Son, 2002)
• Kelis Hey Nas (God's Son, 2002)
• Claudette Ortiz Hey Nas (God's Son, 2002)
• 2Pac Thugz Mansion (God's Son, 2002)
• J. Phoenix Thugz Mansion (God's Son, 2002)
• Alicia Keys Warrior Song (God's Son, 2002)
• Lake Revolutionary Warfare (God's Son, 2002)
• Jully Black Heaven (God's Son, 2002)
• Kelis American Way (Street's Disciple, 2004)
• Scarlett Sekou Story (Street's Disciple, 2004)
• Scarlett Live Now (Street's Disciple, 2004)
• Quan Just A Moment (Street's Disciple, 2004)
• Emily King Reason (Street's Disciple, 2004)
• Busta Rhymes Suicide Bounce (Street's Disciple, 2004)
• Olu Dara Street's Disciple (Street's Disciple, 2004)
• Ludacris Virgo (Street's Disciple, 2004)
• Doug E. Fresh Virgo (Street's Disciple, 2004)
• Maxwell No One Else In The Room (Street's Disciple, 2004)
• Olu Dara Bridging The Gap (Street's Disciple, 2004)
• Keon Bryce Me & You (Street's Disciple, 2004)
• Kanye West We Major (Late Registration, 2005)
• Really Doe We Major (Late Registration, 2005)
• Busta Rhymes Don't Get Carried Away (The Big Bang, 2006)

## Filmografía
| Año  | Película/Serie de TV                            | Créditos                        |
| 2018 | Monster                                         | Actor                           |
| 2005 | Miracle's Boys                                  | Intérprete musical / compositor |
| 2003 | Murda Muzik                                     | Actor                           |
| 2003 | Uptown Girls                                    | Actor                           |
| 2002 | Hip-Hop VIPs                                    | Actor                           |
| 2001 | Sacred Is the Flesh                             | Actor                           |
| 2001 | Ticker                                          | Actor                           |
| 2000 | East Coast Mix, Vol. 1: Another Reason to Rhyme | Actor                           |
| 1999 | In Too Deep                                     | Actor                           |
| 1998 | Belly                                           | Coguionista / actor             |

### Redes sociales
- Nas en Facebook
- Nas en X (antes Twitter)
- Nas en Instagram
- Nas en Spotify
- Página oficial
- Página oficial de MySpace
- Nas-One Mic (club de fanes)
- Foros en línea sobre Nas (en inglés)
- OHHLA. COM - Favorite Artists: Nas

- Datos: Q194220
- Multimedia: Nas / Q194220